# A-Junioren-Bundesliga 2022/23
Die Saison 2022/23 war die 20. Spielzeit der A-Junioren-Bundesliga. Sie wurde am 13. August 2022 eröffnet und endete mit dem Endspiel um die deutsche Meisterschaft am 23. April 2023. Seitdem wurde nur noch die Sonderspielrunde ausgetragen. Deutscher A-Juniorenmeister wurde zum zweiten Mal nach 2009 der 1. FSV Mainz 05.

## Modus und Sonderspielrunde
Alle Staffeln absolvierten lediglich eine Hinrunde. Dadurch sollte eine größtmögliche Flexibilität gewährleistet werden, falls es aufgrund der COVID-19-Pandemie zu Verzögerungen im Spielplan gekommen wäre. Da die Staffeln im März 2023 endeten, organisierte der DFB eine Sonderspielrunde, die von Ende März bis Ende Mai 2023 ausgespielt wird. Diese wird in zwei Phasen ausgetragen: Für die Vorrunde wurden die Teams nach regionalen Gesichtspunkten in 11 Vierergruppen eingeteilt. Nach einer einfachen Runde spielen die Erst- und Zweitplatzierten in einer „Liga A“, die übrigen Teams in einer „Liga B“. Auch dort wurden Vierer- bzw. Fünfergruppen gebildet, sodass jede Mannschaft nochmals drei bzw. vier weitere Spiele bestritt. Jedoch wurden dort überregionale Gruppen gebildet. Die Mannschaften, die sich für die Endrunde um die deutsche Meisterschaft qualifizierten, übersprangen die Vorrunde und stiegen direkt in die „Liga A“ der Hauptrunde ein. Der Berliner AK 07 und der FC Schalke 04, der neben drei Endrundenteilnehmern im Halbfinale des DFB-Pokals der Junioren 2022/23 stand, nahmen nicht an der Sonderspielrunde teil.

## Staffel Nord/Nordost
Als Sieger des Entscheidungsspiels zwischen den beiden Staffelmeistern der A-Jugend-Regionalligen Nord nahm der SV Meppen teil, nachdem er sich gegen Eintracht Norderstedt durchgesetzt hatte. Der Meister der A-Jugend-Regionalliga Nordost, der Berliner AK 07, stieg ebenfalls direkt in die Bundesliga auf. Der Nordost-Vizemeister, Hertha 03 Zehlendorf, trat gegen Norderstedt an, um einen dritten Aufsteiger zu ermitteln. Die Berliner siegten nach einem torlosen Remis im Hinspiel mit 5:0 zuhause im Rückspiel.

### Tabelle
| Pl.             | Verein                   | Sp. | S  | U | N  | Tore    | Diff. | Punkte |
| --------------- | ------------------------ | --- | -- | - | -- | ------- | ----- | ------ |
| 1.              | Hertha BSC (S)           | 16  | 13 | 2 | 1  | 057:160 | +41   | 41     |
| 2.              | Dynamo Dresden           | 16  | 12 | 2 | 2  | 036:180 | +18   | 38     |
| 3.              | Hamburger SV             | 16  | 10 | 1 | 5  | 037:320 | +5    | 31     |
| 4.              | 1. FC Union Berlin       | 16  | 8  | 4 | 4  | 037:180 | +19   | 28     |
| 5.              | Hannover 96              | 16  | 8  | 4 | 4  | 030:230 | +7    | 28     |
| 6.              | Werder Bremen            | 16  | 8  | 3 | 5  | 040:210 | +19   | 27     |
| 7.              | RB Leipzig               | 16  | 7  | 5 | 4  | 026:250 | +1    | 26     |
| 8.              | FC St. Pauli             | 16  | 7  | 4 | 5  | 037:290 | +8    | 25     |
| 9.              | SV Meppen (N)            | 16  | 6  | 3 | 7  | 021:260 | −5    | 21     |
| 10.             | VfL Wolfsburg            | 16  | 5  | 5 | 6  | 028:280 | ±0    | 20     |
| 11.             | Hansa Rostock            | 16  | 5  | 4 | 7  | 027:380 | −11   | 19     |
| 12.             | 1. FC Magdeburg          | 16  | 5  | 3 | 8  | 027:320 | −5    | 18     |
| 13.             | Hertha 03 Zehlendorf (N) | 16  | 3  | 5 | 8  | 031:350 | −4    | 14     |
| 14.             | Energie Cottbus          | 16  | 3  | 3 | 10 | 018:330 | −15   | 12     |
| 15.             | FC Viktoria 1889 Berlin  | 16  | 4  | 0 | 12 | 018:440 | −26   | 12     |
| 16.             | Holstein Kiel            | 16  | 3  | 2 | 11 | 019:470 | −28   | 11     |
| 17.             | Berliner AK 07 (N)       | 16  | 2  | 4 | 10 | 018:420 | −24   | 10     |
| Stand: Endstand |                          |     |    |   |    |         |       |        |

| (S) | Staffelsieger der Vorsaison      |
| (N) | Aufsteiger aus den Regionalligen |

### Kreuztabelle
| Stand: Endstand         | Hertha BSC | Energie Cottbus | RB Leipzig | Werder Bremen | Holstein Kiel | FC Viktoria 1889 Berlin | VfL Wolfsburg | 1. FC Union Berlin | Hannover 96 | Hamburger SV | Hansa Rostock | Dynamo Dresden | 1. FC Magdeburg | FC St. Pauli | SV Meppen | Berliner AK 07 | Hertha 03 Zehlendorf |
| ----------------------- | ---------- | --------------- | ---------- | ------------- | ------------- | ----------------------- | ------------- | ------------------ | ----------- | ------------ | ------------- | -------------- | --------------- | ------------ | --------- | -------------- | -------------------- |
| Hertha BSC              | •          | 3:1             | 4:0        | –             | 6:1           | 4:1                     | –             | 1:2                | –           | –            | 5:1           | –              | –               | 5:2          | –         | –              | 4:0                  |
| Energie Cottbus         | –          | •               | 0:1        | 2:2           | –             | –                       | 1:0           | –                  | –           | 2:3          | 1:1           | 2:3            | –               | –            | 1:0       | –              | 1:1                  |
| RB Leipzig              | –          | –               | •          | 2:1           | –             | –                       | 2:0           | –                  | 2:0         | 0:4          | –             | 2:3            | 3:0             | –            | 3:3       | 2:1            | –                    |
| Werder Bremen           | 0:1        | –               | –          | •             | 2:0           | –                       | –             | –                  | 4:0         | 2:3          | –             | 0:1            | 2:1             | 2:2          | –         | 10:1           | –                    |
| Holstein Kiel           | –          | 3:2             | 1:2        | –             | •             | 0:2                     | 4:4           | 0:9                | –           | –            | 2:3           | –              | –               | –            | 2:1       | –              | 0:3                  |
| FC Viktoria 1889 Berlin | –          | 0:4             | 3:2        | 0:4           | –             | •                       | 1:3           | 2:1                | –           | –            | 1:7           | –              | –               | –            | 0:2       | –              | 2:1                  |
| VfL Wolfsburg           | 2:4        | –               | –          | 1:2           | –             | –                       | •             | –                  | 1:1         | 3:1          | –             | 2:4            | 2:2             | –            | 2:2       | 2:0            | –                    |
| 1. FC Union Berlin      | –          | 3:0             | 2:2        | 2:0           | –             | –                       | 0:1           | •                  | –           | 1:2          | 4:0           | –              | –               | –            | 4:0       | –              | 1:0                  |
| Hannover 96             | 0:5        | 4:0             | –          | –             | 3:0           | 3:0                     | –             | 4:0                | •           | –            | 2:1           | –              | –               | 3:0          | –         | –              | 3:3                  |
| Hamburger SV            | 2:5        | –               | –          | –             | 1:0           | 3:2                     | –             | –                  | 4:0         | •            | –             | 0:3            | 2:2             | 0:4          | –         | 4:2            | –                    |
| Hansa Rostock           | –          | –               | 1:1        | 3:3           | –             | –                       | 1:1           | –                  | –           | 0:2          | •             | 1:4            | 3:2             | –            | 3:1       | 1:0            | –                    |
| Dynamo Dresden          | 1:2        | –               | –          | –             | 2:1           | 2:0                     | –             | 2:2                | 1:1         | –            | –             | •              | 1:0             | 4:2          | –         | 3:0            | –                    |
| 1. FC Magdeburg         | 0:5        | 1:0             | –          | –             | 4:5           | 4:2                     | –             | 1:3                | 0:0         | –            | –             | –              | •               | 6:2          | –         | 2:0            | –                    |
| FC St. Pauli            | –          | 6:0             | 0:0        | –             | 3:0           | 1:0                     | 3:1           | 3:3                | –           | –            | 3:1           | –              | –               | •            | –         | –              | 1:1                  |
| SV Meppen               | 0:0        | –               | –          | 0:1           | –             | –                       | –             | –                  | 0:3         | 2:1          | –             | 2:0            | 1:0             | 3:2          | •         | 3:1            | –                    |
| Berliner AK 07          | 3:3        | 2:1             | –          | –             | 0:0           | 3:2                     | –             | 0:0                | 2:3         | –            | –             | –              | –               | 0:3          | –         | •              | 3:3                  |
| Hertha 03 Zehlendorf    | –          | –               | 2:2        | 2:5           | –             | –                       | 0:3           | –                  | –           | 4:5          | 6:0           | 1:2            | 1:2             | –            | 3:1       | –              | •                    |

### Torschützenliste
| Pl.             | Spieler         | Mannschaft         | Tore |
| --------------- | --------------- | ------------------ | ---- |
| 1.              | Malick Sanogo   | 1. FC Union Berlin | 170  |
| 2.              | Teoman Gündüz   | Hertha BSC         | 130  |
| 3.              | Ricardo Schwarz | Werder Bremen      | 100  |
| 3.              | Tim Krohn       | Hansa Rostock      | 100  |
| 5.              | Lucas Ehrlich   | Dynamo Dresden     | 9    |
| 5.              | Joâo Pinto      | VfL Wolfsburg      | 9    |
| Stand: Endstand |                 |                    |      |

## Staffel West
Aus den untergeordneten Ligen stiegen der SC Verl als Vertreter der A-Jugend-Verbandsliga Westfalen und der Bonner SC als Vertreter der A-Jugend-Verbandsliga Mittelrhein in die A-Junioren-Bundesliga auf. Der VfB 03 Hilden und Schwarz-Weiß Essen konkurrierten als Sieger der jeweiligen Gruppen der A-Jugend-Verbandsliga Niederrhein in einem Entscheidungsspiel um den dritten Aufstiegsplatz; Hilden setzte sich mit 4:3 durch.

### Tabelle
| Pl.             | Verein                      | Sp. | S  | U | N  | Tore    | Diff. | Punkte |
| --------------- | --------------------------- | --- | -- | - | -- | ------- | ----- | ------ |
| 1.              | Borussia Dortmund (M, S, L) | 15  | 11 | 4 | 0  | 033:900 | +24   | 37     |
| 2.              | 1. FC Köln                  | 15  | 11 | 2 | 2  | 035:120 | +23   | 35     |
| 3.              | FC Schalke 04               | 15  | 11 | 1 | 3  | 040:140 | +26   | 34     |
| 4.              | Fortuna Düsseldorf          | 15  | 7  | 5 | 3  | 019:170 | +2    | 26     |
| 5.              | MSV Duisburg                | 15  | 7  | 4 | 4  | 019:190 | ±0    | 25     |
| 6.              | Borussia Mönchengladbach    | 15  | 7  | 2 | 6  | 033:300 | +3    | 23     |
| 7.              | SC Paderborn 07             | 15  | 6  | 4 | 5  | 036:250 | +11   | 22     |
| 8.              | VfL Bochum                  | 15  | 6  | 4 | 5  | 026:210 | +5    | 22     |
| 9.              | FC Viktoria Köln            | 15  | 7  | 1 | 7  | 019:210 | −2    | 22     |
| 10.             | Bayer 04 Leverkusen         | 15  | 6  | 3 | 6  | 028:230 | +5    | 21     |
| 11.             | SC Verl (N)                 | 15  | 4  | 5 | 6  | 021:330 | −12   | 17     |
| 12.             | Preußen Münster             | 15  | 4  | 3 | 8  | 014:280 | −14   | 15     |
| 13.             | Bonner SC (N)               | 15  | 4  | 1 | 10 | 016:340 | −18   | 13     |
| 14.             | Rot-Weiß Oberhausen         | 15  | 3  | 2 | 10 | 013:300 | −17   | 11     |
| 15.             | Rot-Weiss Essen             | 15  | 2  | 3 | 10 | 019:380 | −19   | 09     |
| 16.             | VfB 03 Hilden (N)           | 15  | 1  | 2 | 12 | 020:370 | −17   | 05     |
| Stand: Endstand |                             |     |    |   |    |         |       |        |

| (M) | Meister der Vorsaison                     |
| (S) | Staffelsieger der Vorsaison               |
| (L) | Sieger des Weststaffel-Ligapokals 2021/22 |
| (N) | Aufsteiger aus den Verbandsligen          |

### Kreuztabelle
| Stand: Endstand          | Borussia Dortmund | FC Schalke 04 | Bayer 04 Leverkusen | VfL Bochum | 1. FC Köln | Rot-Weiss Essen | MSV Duisburg | Preußen Münster | FC Viktoria Köln | SC Paderborn 07 | Rot-Weiß Oberhausen | Borussia Mönchengladbach | FC Augsburg | SC Verl | Bonner SC | VfB 03 Hilden |
| ------------------------ | ----------------- | ------------- | ------------------- | ---------- | ---------- | --------------- | ------------ | --------------- | ---------------- | --------------- | ------------------- | ------------------------ | ----------- | ------- | --------- | ------------- |
| Borussia Dortmund        | •                 | 3:1           | –                   | –          | 1:1        | 4:0             | 1:0          | 3:0             | 4:0              | –               | –                   | 6:1                      | –           | –       | 2:1       | –             |
| FC Schalke 04            | –                 | •             | 1:1                 | –          | –          | 5:0             | –            | –               | 3:1              | 6:0             | 3:0                 | –                        | 0:1         | 5:1     | –         | –             |
| Bayer 04 Leverkusen      | 1:2               | –             | •                   | 1:2        | –          | 2:1             | –            | 2:1             | 1:1              | 1:4             | –                   | 4:1                      | –           | –       | –         | 3:2           |
| VfL Bochum               | 0:0               | 1:2           | –                   | •          | 2:5        | –               | –            | 2:1             | –                | 2:3             | 1:1                 | –                        | –           | –       | 5:0       | 2:0           |
| 1. FC Köln               | –                 | 1:0           | 2:1                 | –          | •          | –               | –            | 1:0             | –                | –               | 1:2                 | –                        | 2:1         | 5:0     | 1:0       | –             |
| Rot-Weiss Essen          | –                 | –             | –                   | 3:4        | 0:2        | •               | –            | 1:3             | –                | 1:5             | –                   | 1:1                      | –           | –       | 2:2       | 1:1           |
| MSV Duisburg             | –                 | –             | –                   | 1:1        | 1:1        | 0:2             | •            | –               | 1:0              | 1:1             | –                   | 3:1                      | –           | –       | –         | 2:1           |
| Preußen Münster          | –                 | 1:4           | 3:1                 | –          | –          | –               | 1:1          | •               | –                | –               | 0:1                 | –                        | 0:2         | 1:1     | 1:0       | –             |
| FC Viktoria Köln         | –                 | –             | –                   | 0:2        | 2:0        | 3:0             | –            | 0:1             | •                | 1:0             | –                   | 0:2                      | –           | –       | –         | 3:2           |
| SC Paderborn 07          | 1:2               | 0:3           | –                   | –          | 1:5        | –               | –            | 5:1             | –                | •               | 1:1                 | –                        | 2:2         | –       | 6:0       | 4:1           |
| Rot-Weiß Oberhausen      | 0:1               | –             | 0:4                 | –          | –          | 2:5             | 1:3          | –               | 1:2              | –               | •                   | 1:4                      | 0:1         | 1:2     | –         | –             |
| Borussia Mönchengladbach | –                 | 3:4           | –                   | 2:1        | 1:3        | –               | –            | 5:0             | –                | 3:2             | –                   | •                        | –           | –       | 1:2       | 3:2           |
| Fortuna Düsseldorf       | 0:0               | –             | 1:1                 | 1:1        | –          | 1:0             | 1:2          | –               | 2:1              | –               | –                   | 0:4                      | •           | 2:2     | –         | –             |
| SC Verl                  | 2:2               | –             | 0:4                 | 1:0        | –          | 3:2             | 0:1          | –               | 1:2              | 1:1             | –                   | 1:1                      | –           | •       | –         | –             |
| Bonner SC                | –                 | 0:1           | 2:1                 | –          | –          | –               | 0:2          | –               | 1:3              | –               | 2:1                 | –                        | 0:1         | 4:3     | •         | –             |
| VfB 03 Hilden            | 1:2               | 1:2           | –                   | –          | 0:5        | –               | –            | 1:1             | –                | –               | 0:1                 | –                        | 2:3         | 2:3     | 4:2       | •             |

### Torschützenliste
| Pl.             | Spieler             | Mannschaft               | Tore |
| --------------- | ------------------- | ------------------------ | ---- |
| 1.              | Julian Rijkhoff     | Borussia Dortmund        | 150  |
| 2.              | Jaka Čuber Potočnik | 1. FC Köln               | 130  |
| 3.              | Keke Topp           | FC Schalke 04            | 120  |
| 4.              | Zvonimir Plavčić    | SC Paderborn 07          | 100  |
| 5.              | Michael Nduka       | Borussia Mönchengladbach | 7    |
| Stand: Endstand |                     |                          |      |

## Staffel Süd/Südwest
Als Meister der A-Junioren-Oberliga Baden-Württemberg und der A-Junioren-Bayernliga stiegen der SSV Reutlingen 05 und 1860 München direkt in die A-Junioren-Bundesliga auf.
Eintracht Trier setzte sich in Hin- und Rückspiel als Meister der A-Junioren-Regionalliga Südwest gegenüber dem Meister der A-Junioren-Hessenliga (SV Wehen Wiesbaden) durch und erhielt den dritten Aufstiegsplatz.

### Tabelle
| Pl.             | Verein                | Sp. | S  | U | N  | Tore    | Diff. | Punkte |
| --------------- | --------------------- | --- | -- | - | -- | ------- | ----- | ------ |
| 1.              | 1. FSV Mainz 05       | 16  | 12 | 2 | 2  | 056:170 | +39   | 38     |
| 2.              | Karlsruher SC         | 16  | 11 | 3 | 2  | 037:130 | +24   | 36     |
| 3.              | 1. FC Nürnberg        | 16  | 10 | 4 | 2  | 038:190 | +19   | 34     |
| 4.              | TSG 1899 Hoffenheim   | 16  | 8  | 4 | 4  | 040:300 | +10   | 28     |
| 5.              | FC Bayern München     | 16  | 8  | 3 | 5  | 034:270 | +7    | 27     |
| 6.              | 1. FC Heidenheim      | 16  | 7  | 4 | 5  | 020:200 | ±0    | 25     |
| 7.              | TSV 1860 München (N)  | 16  | 7  | 3 | 6  | 030:260 | +4    | 24     |
| 8.              | VfB Stuttgart (P)     | 16  | 7  | 2 | 7  | 036:260 | +10   | 23     |
| 9.              | FC Augsburg (S)       | 16  | 5  | 6 | 5  | 030:330 | −3    | 21     |
| 10.             | Eintracht Frankfurt   | 16  | 5  | 5 | 6  | 026:230 | +3    | 20     |
| 11.             | FC Ingolstadt 04      | 16  | 5  | 5 | 6  | 027:260 | +1    | 20     |
| 12.             | SpVgg Unterhaching    | 16  | 5  | 4 | 7  | 020:270 | −7    | 19     |
| 13.             | SV Darmstadt 98       | 16  | 4  | 6 | 6  | 026:230 | +3    | 18     |
| 14.             | SC Freiburg           | 16  | 4  | 4 | 8  | 025:360 | −11   | 16     |
| 15.             | SSV Reutlingen 05 (N) | 16  | 5  | 1 | 10 | 022:460 | −24   | 16     |
| 16.             | FC-Astoria Walldorf   | 16  | 3  | 3 | 10 | 017:410 | −24   | 12     |
| 17.             | Eintracht Trier (N)   | 16  | 0  | 1 | 15 | 008:590 | −51   | 01     |
| Stand: Endstand |                       |     |    |   |    |         |       |        |

| (S) | Staffelsieger der Vorsaison                |
| (P) | Pokalsieger der Vorsaison                  |
| (N) | Aufsteiger aus den Regional- und Oberligen |

### Kreuztabelle
| Stand: Endstand     | FC Augsburg | 1. FC Nürnberg |     | VfB Stuttgart | 1. FSV Mainz 05 | TSG 1899 Hoffenheim | SpVgg Unterhaching | SC Freiburg | FC Bayern München | Karlsruher SC | SV Darmstadt 98 | 1. FC Heidenheim | FC Ingolstadt 04 | FC-Astoria Walldorf | Eintracht Trier | SSV Reutlingen 05 | TSV 1860 München |
| ------------------- | ----------- | -------------- | --- | ------------- | --------------- | ------------------- | ------------------ | ----------- | ----------------- | ------------- | --------------- | ---------------- | ---------------- | ------------------- | --------------- | ----------------- | ---------------- |
| FC Augsburg         | •           | –              | 2:2 | 2:2           | 1:1             | 4:4                 | –                  | 1:3         | –                 | 2:0           | –               | –                | 1:1              | –                   | –               | –                 | –                |
| 1. FC Nürnberg      | 2:0         | •              | 3:1 | –             | 3:7             | –                   | 2:1                | –           | 4:0               | –             | –               | –                | 4:2              | 4:1                 | 4:0             | –                 | –                |
| Eintracht Frankfurt | –           | –              | •   | 3:1           | –               | 0:2                 | –                  | 4:0         | –                 | 0:2           | 1:1             | 2:2              | –                | –                   | –               | 2:2               | 2:0              |
| VfB Stuttgart       | –           | 3:1            | –   | •             | –               | 2:2                 | –                  | 3:0         | –                 | 1:2           | 3:1             | 1:2              | –                | –                   | –               | 1:2               | 1:3              |
| 1. FSV Mainz 05     | –           | –              | 3:2 | 4:3           | •               | 4:0                 | –                  | 3:2         | –                 | 0:1           | 5:1             | –                | 5:1              | –                   | –               | –                 | 1:1              |
| TSG 1899 Hoffenheim | –           | 0:2            | –   | –             | –               | •                   | –                  | 5:2         | –                 | 0:5           | 3:1             | 0:1              | –                | 7:0                 | –               | 3:1               | 4:1              |
| SpVgg Unterhaching  | 1:0         | –              | 2:1 | 1:0           | 0:4             | 1:2                 | •                  | –           | 3:2               | 2:2           | –               | –                | 1:3              | –                   | –               | –                 | –                |
| SC Freiburg         | –           | 1:4            | –   | –             | –               | –                   | 1:1                | •           | 2:1               | –             | 2:2             | 3:1              | –                | 0:1                 | 4:0             | 1:2               | –                |
| FC Bayern München   | 2:0         | –              | 2:1 | 1:3           | 2:0             | 1:3                 | –                  | –           | •                 | 3:3           | –               | –                | 1:1              | –                   | –               | –                 | 4:1              |
| Karlsruher SC       | –           | 0:0            | –   | –             | –               | –                   | –                  | 5:1         | –                 | •             | 1:0             | 1:2              | –                | 2:1                 | 6:0             | 4:1               | 2:0              |
| SV Darmstadt 98     | 1:2         | 1:1            | –   | –             | –               | –                   | 1:1                | –           | 1:1               | –             | •               | 2:0              | –                | 0:0                 | 3:0             | 7:0               | :                |
| 1. FC Heidenheim    | 1:2         | 0:0            | –   | –             | 0:3             | –                   | 0:0                | –           | 2:3               | –             | –               | •                | –                | 1:1                 | 3:0             | 1:0               | –                |
| FC Ingolstadt 04    | –           | –              | 0:0 | 0:2           | –               | 1:1                 | –                  | 2:2         | –                 | 0:1           | 1:3             | 1:2              | •                | –                   | –               | –                 | 4:1              |
| FC-Astoria Walldorf | 2:2         | –              | 1:2 | 2:4           | 0:5             | –                   | 3:2                | –           | 1:3               | –             | –               | –                | 1:3              | •                   | 1:0             | –                 | –                |
| Eintracht Trier     | 2:4         | –              | 0:3 | 0:6           | 0:7             | 4:4                 | 0:1                | –           | 1:4               | –             | –               | –                | –                | –                   | •               | –                 | –                |
| SSV Reutlingen 05   | 3:7         | 1:3            | –   | –             | 0:4             | –                   | 3:2                | –           | 1:4               | –             | –               | –                | 1:3              | 2:0                 | 2:0             | •                 | –                |
| TSV 1860 München    | –           | 1:1            | –   | –             | –               | –                   | 3:1                | 1:1         | –                 | –             | 2:1             | 1:2              | 3:1              | –                   | 3:1             | 3:0               | •                |

### Torschützenliste
| Pl.             | Spieler            | Mannschaft          | Tore |
| --------------- | ------------------ | ------------------- | ---- |
| 1.              | Can Uzun           | 1. FC Nürnberg      | 150  |
| 2.              | Dennis Kaygin      | 1. FSV Mainz 05     | 140  |
| 3.              | Arijon Ibrahimović | FC Bayern München   | 130  |
| 4.              | Maximilian Wagner  | VfB Stuttgart       | 110  |
| 5.              | Adam Mulele        | TSG 1899 Hoffenheim | 100  |
| Stand: Endstand |                    |                     |      |

## Endrunde um die deutsche A-Junioren-Meisterschaft 2023
Die Meister aller Staffeln sowie die zweitplatzierte Mannschaft der Staffel West qualifizierten sich für die Endrunde um die deutsche Meisterschaft.
| - Meister der Staffel Nord/Nordost: Hertha BSC - Meister der Staffel Süd/Südwest: 1. FSV Mainz 05 | - Meister der Staffel West: Borussia Dortmund - Vizemeister der Staffel West: 1. FC Köln |

### Halbfinale
| Datum              |                 | Gesamt |                   | Hinspiel  | Rückspiel |
| ------------------ | --------------- | ------ | ----------------- | --------- | --------- |
| 9./14. April 2023  | 1. FSV Mainz 05 | 1:0    | 1. FC Köln        | 1:0 (1:0) | 0:0 (0:0) |
| 10./15. April 2023 | Hertha BSC      | 1:4    | Borussia Dortmund | 0:4 (0:3) | 1:0 (1:0) |

### Finale
| 1. FSV Mainz 05                                   | 1. FSV Mainz 05 | Borussia Dortmund | Borussia Dortmund |
| ------------------------------------------------- | --- | --- | ----------------- |
| 1. FSV Mainz 05                                   | \| 23. April 2023 um 11:00 Uhr in Mainz (Mewa Arena) \| \| Ergebnis: 4:2 n. V. (2:2, 0:0) \| \| Zuschauer: 15.705 \| \| Schiedsrichter: Ben Henry Uhrig \| | \| 23. April 2023 um 11:00 Uhr in Mainz (Mewa Arena) \| \| Ergebnis: 4:2 n. V. (2:2, 0:0) \| \| Zuschauer: 15.705 \| \| Schiedsrichter: Ben Henry Uhrig \| | Borussia Dortmund |
| 1. FSV Mainz 05                                   | Louis Babatz – Justus Götze, Philipp Schulz, Maxim Dal, Tim Müller ( 89. Dennis Azakir) – Lovis Bierschenk ( 120+3. Grigorjis Degtjarevs), Daniel Gleiber ( 46. Ivan Martinović), Jason Amann ( 89. Marcel Kalemba), Brajan Gruda – Nelson Weiper, Dennis Kaygın ( 74. Aiman Dardari) Cheftrainer: Benjamin Hoffmann | Marian Kirsch – Faroukou Cissé, Nnamdi Collins, Hendry Blank, Tom Rothe – Michel-Simon Ludwig ( 61. Rafael Lubach), Vasco Walz, Kjell Wätjen ( 61. Vincenzo Onofrietti) – Samuel Bamba ( 81. Cole Campbell), Paris Brunner ( 101. Noa-Gabriel Šimić), Julian Rijkhoff Cheftrainer: Mike Tullberg | Borussia Dortmund |
| 1. FSV Mainz 05                                   | 1:0 Bierschenk (51.) 2:1 Collins (86., Eigentor) 3:2 Dardari (112.) 4:2 Degtjarevs (120.+3') | 1:1 Campbell (83.) 2:2 Brunner (87.) | Borussia Dortmund |
| 1. FSV Mainz 05                                   | Müller (45.), Dardari (112.), Bierschenk (120.) | Blank (75.), Rothe (90.), Walz (107.) | Borussia Dortmund |
| 23. April 2023 um 11:00 Uhr in Mainz (Mewa Arena) | | |                   |
| Ergebnis: 4:2 n. V. (2:2, 0:0)                    | | |                   |
| Zuschauer: 15.705                                 | | |                   |
| Schiedsrichter: Ben Henry Uhrig                   | | |                   |

## Sonderspielrunde

### Vorrunde
Gruppe A
| Pl.             | Verein             | Sp. | S | U | N | Tore    | Diff. | Punkte |
| --------------- | ------------------ | --- | - | - | - | ------- | ----- | ------ |
| 1.              | FC Augsburg        | 3   | 2 | 0 | 1 | 007:300 | +4    | 06     |
| 2.              | 1. FC Heidenheim   | 3   | 2 | 0 | 1 | 007:500 | +2    | 06     |
| 3.              | SpVgg Unterhaching | 3   | 1 | 0 | 2 | 004:500 | −1    | 03     |
| 4.              | SSV Reutlingen 05  | 3   | 1 | 0 | 2 | 003:800 | −5    | 03     |
| Stand: Endstand |                    |     |   |   |   |         |       |        |

| Stand: Endstand    | SpVgg Unterhaching | 1. FC Heidenheim | SSV Reutlingen 05 | FC Augsburg |
| ------------------ | ------------------ | ---------------- | ----------------- | ----------- |
| SpVgg Unterhaching | •                  | 0:2              | –                 | 1:3         |
| 1. FC Heidenheim   | –                  | •                | 5:1               | –           |
| SSV Reutlingen 05  | 0:3                | –                | •                 | 2:0         |
| FC Augsburg        | –                  | 4:0              | –                 | •           |

Gruppe B
| Pl.             | Verein            | Sp. | S | U | N | Tore    | Diff. | Punkte |
| --------------- | ----------------- | --- | - | - | - | ------- | ----- | ------ |
| 1.              | 1. FC Nürnberg    | 3   | 3 | 0 | 0 | 008:300 | +5    | 09     |
| 2.              | FC Bayern München | 3   | 2 | 0 | 1 | 008:500 | +3    | 06     |
| 3.              | TSV 1860 München  | 3   | 0 | 1 | 2 | 003:600 | −3    | 01     |
| 4.              | FC Ingolstadt 04  | 3   | 0 | 1 | 2 | 004:900 | −5    | 01     |
| Stand: Endstand |                   |     |   |   |   |         |       |        |

| Stand: Endstand   | 1. FC Nürnberg | FC Ingolstadt 04 | TSV 1860 München | FC Bayern München |
| ----------------- | -------------- | ---------------- | ---------------- | ----------------- |
| 1. FC Nürnberg    | •              | 3:1              | –                | 2:1               |
| FC Ingolstadt 04  | –              | •                | 1:1              | –                 |
| TSV 1860 München  | 1:3            | –                | •                | 1:2               |
| FC Bayern München | –              | 5:2              | –                | •                 |

Gruppe C
| Pl.             | Verein              | Sp. | S | U | N | Tore    | Diff. | Punkte |
| --------------- | ------------------- | --- | - | - | - | ------- | ----- | ------ |
| 1.              | VfB Stuttgart       | 3   | 3 | 0 | 0 | 015:200 | +13   | 09     |
| 2.              | TSG 1899 Hoffenheim | 3   | 2 | 0 | 1 | 013:800 | +5    | 06     |
| 3.              | SC Freiburg         | 3   | 1 | 0 | 2 | 004:600 | −2    | 03     |
| 4.              | FC-Astoria Walldorf | 3   | 0 | 0 | 3 | 003:190 | −16   | 0      |
| Stand: Endstand |                     |     |   |   |   |         |       |        |

| Stand: Endstand     | FC-Astoria Walldorf | SC Freiburg | TSG 1899 Hoffenheim | VfB Stuttgart |
| ------------------- | ------------------- | ----------- | ------------------- | ------------- |
| FC-Astoria Walldorf | •                   | 1:2         | –                   | 1:8           |
| SC Freiburg         | –                   | •           | 2:3                 | –             |
| TSG 1899 Hoffenheim | 9:1                 | –           | •                   | 1:5           |
| VfB Stuttgart       | –                   | 2:0         | –                   | •             |

Gruppe D
| Pl.             | Verein              | Sp. | S | U | N | Tore    | Diff. | Punkte |
| --------------- | ------------------- | --- | - | - | - | ------- | ----- | ------ |
| 1.              | Eintracht Frankfurt | 3   | 2 | 1 | 0 | 012:500 | +7    | 07     |
| 2.              | SV Darmstadt 98     | 3   | 2 | 0 | 1 | 010:400 | +6    | 06     |
| 3.              | Karlsruher SC       | 3   | 1 | 1 | 1 | 005:700 | −2    | 04     |
| 4.              | Eintracht Trier     | 3   | 0 | 0 | 3 | 003:140 | −11   | 0      |
| Stand: Endstand |                     |     |   |   |   |         |       |        |

| Stand: Endstand     | Eintracht Trier | Karlsruher SC | SV Darmstadt 98 |     |
| ------------------- | --------------- | ------------- | --------------- | --- |
| Eintracht Trier     | •               | 2:3           | –               | 1:6 |
| Karlsruher SC       | –               | •             | 0:3             | –   |
| SV Darmstadt 98     | 5:0             | –             | •               | 2:4 |
| Eintracht Frankfurt | –               | 2:2           | –               | •   |

Gruppe E
| Pl.             | Verein              | Sp. | S | U | N | Tore    | Diff. | Punkte |
| --------------- | ------------------- | --- | - | - | - | ------- | ----- | ------ |
| 1.              | Fortuna Düsseldorf  | 3   | 2 | 0 | 1 | 008:600 | +2    | 06     |
| 2.              | Rot-Weiß Oberhausen | 3   | 2 | 0 | 1 | 006:400 | +2    | 06     |
| 3.              | Rot-Weiss Essen     | 3   | 1 | 1 | 1 | 003:200 | +1    | 04     |
| 4.              | FC Viktoria Köln    | 3   | 0 | 1 | 2 | 002:700 | −5    | 01     |
| Stand: Endstand |                     |     |   |   |   |         |       |        |

| Stand: Endstand     | Rot-Weiß Oberhausen | FC Viktoria Köln | Rot-Weiss Essen | Fortuna Düsseldorf |
| ------------------- | ------------------- | ---------------- | --------------- | ------------------ |
| Rot-Weiß Oberhausen | •                   | 2:1              | –               | 4:1                |
| FC Viktoria Köln    | –                   | •                | 0:0             | –                  |
| Rot-Weiss Essen     | 2:0                 | –                | •               | 1:2                |
| Fortuna Düsseldorf  | –                   | 5:1              | –               | •                  |

Gruppe F
| Pl.             | Verein                   | Sp. | S | U | N | Tore    | Diff. | Punkte |
| --------------- | ------------------------ | --- | - | - | - | ------- | ----- | ------ |
| 1.              | Borussia Mönchengladbach | 3   | 2 | 1 | 0 | 014:800 | +6    | 07     |
| 2.              | Bayer 04 Leverkusen      | 3   | 1 | 2 | 0 | 011:600 | +5    | 05     |
| 3.              | VfB 03 Hilden            | 3   | 1 | 1 | 1 | 005:600 | −1    | 04     |
| 4.              | Bonner SC                | 3   | 0 | 0 | 3 | 002:120 | −10   | 0      |
| Stand: Endstand |                          |     |   |   |   |         |       |        |

| Stand: Endstand          | VfB 03 Hilden | Bayer 04 Leverkusen | Bonner SC | Borussia Mönchengladbach |
| ------------------------ | ------------- | ------------------- | --------- | ------------------------ |
| VfB 03 Hilden            | •             | 2:2                 | –         | 2:4                      |
| Bayer 04 Leverkusen      | –             | •                   | 5:0       | –                        |
| Bonner SC                | 0:1           | –                   | •         | 2:6                      |
| Borussia Mönchengladbach | –             | 4:4                 | –         | •                        |

Gruppe G
| Pl.             | Verein          | Sp. | S | U | N | Tore    | Diff. | Punkte |
| --------------- | --------------- | --- | - | - | - | ------- | ----- | ------ |
| 1.              | VfL Bochum      | 3   | 3 | 0 | 0 | 014:600 | +8    | 09     |
| 2.              | MSV Duisburg    | 3   | 1 | 0 | 2 | 008:800 | ±0    | 03     |
| 3.              | SV Meppen       | 3   | 1 | 0 | 2 | 007:100 | −3    | 03     |
| 4.              | Preußen Münster | 3   | 1 | 0 | 2 | 005:100 | −5    | 03     |
| Stand: Endstand |                 |     |   |   |   |         |       |        |

| Stand: Endstand | Preußen Münster | VfL Bochum | SV Meppen | MSV Duisburg |
| --------------- | --------------- | ---------- | --------- | ------------ |
| Preußen Münster | •               | 1:4        | –         | 2:1          |
| VfL Bochum      | –               | •          | 4:2       | –            |
| SV Meppen       | 5:2             | –          | •         | 0:4          |
| MSV Duisburg    | –               | 3:6        | –         | •            |

Gruppe H
| Pl.             | Verein          | Sp. | S | U | N | Tore    | Diff. | Punkte |
| --------------- | --------------- | --- | - | - | - | ------- | ----- | ------ |
| 1.              | VfL Wolfsburg   | 3   | 3 | 0 | 0 | 009:100 | +8    | 09     |
| 2.              | SC Paderborn 07 | 3   | 2 | 0 | 1 | 006:300 | +3    | 06     |
| 3.              | Hannover 96     | 3   | 1 | 0 | 2 | 007:700 | ±0    | 03     |
| 4.              | SC Verl         | 3   | 0 | 0 | 3 | 002:130 | −11   | 0      |
| Stand: Endstand |                 |     |   |   |   |         |       |        |

| Stand: Endstand | SC Verl | VfL Wolfsburg | SC Paderborn 07 | Hannover 96 |
| --------------- | ------- | ------------- | --------------- | ----------- |
| SC Verl         | •       | 0:4           | –               | 1:5         |
| VfL Wolfsburg   | –       | •             | 1:0             | –           |
| SC Paderborn 07 | 4:1     | –             | •               | 2:1         |
| Hannover 96     | –       | 1:4           | –               | •           |

Gruppe I
| Pl.             | Verein          | Sp. | S | U | N | Tore    | Diff. | Punkte |
| --------------- | --------------- | --- | - | - | - | ------- | ----- | ------ |
| 1.              | Energie Cottbus | 3   | 2 | 1 | 0 | 005:100 | +4    | 07     |
| 2.              | RB Leipzig      | 3   | 1 | 2 | 0 | 005:400 | +1    | 05     |
| 3.              | Dynamo Dresden  | 3   | 1 | 1 | 1 | 006:500 | +1    | 04     |
| 4.              | 1. FC Magdeburg | 3   | 0 | 0 | 3 | 002:800 | −6    | 0      |
| Stand: Endstand |                 |     |   |   |   |         |       |        |

| Stand: Endstand | Energie Cottbus | Dynamo Dresden | 1. FC Magdeburg | RB Leipzig |
| --------------- | --------------- | -------------- | --------------- | ---------- |
| Energie Cottbus | •               | 2:0            | –               | 1:1        |
| Dynamo Dresden  | –               | •              | 4:1             | –          |
| 1. FC Magdeburg | 0:2             | –              | •               | 1:2        |
| RB Leipzig      | –               | 2:2            | –               | •          |

Gruppe J
| Pl.             | Verein                  | Sp. | S | U | N | Tore    | Diff. | Punkte |
| --------------- | ----------------------- | --- | - | - | - | ------- | ----- | ------ |
| 1.              | Hansa Rostock           | 3   | 2 | 0 | 1 | 006:500 | +1    | 06     |
| 2.              | 1. FC Union Berlin      | 3   | 1 | 1 | 1 | 009:400 | +5    | 04     |
| 3.              | Hertha 03 Zehlendorf    | 3   | 1 | 1 | 1 | 005:500 | ±0    | 04     |
| 4.              | FC Viktoria 1889 Berlin | 3   | 1 | 0 | 2 | 005:110 | −6    | 03     |
| Stand: Endstand |                         |     |   |   |   |         |       |        |

| Stand: Endstand         | FC Viktoria 1889 Berlin | Hertha 03 Zehlendorf | Hansa Rostock | 1. FC Union Berlin |
| ----------------------- | ----------------------- | -------------------- | ------------- | ------------------ |
| FC Viktoria 1889 Berlin | •                       | 1:3                  | –             | 0:6                |
| Hertha 03 Zehlendorf    | –                       | •                    | 0:2           | –                  |
| Hansa Rostock           | 2.4                     | –                    | •             | 2:1                |
| 1. FC Union Berlin      | –                       | 2:2                  | –             | •                  |

Gruppe K
| Pl.             | Verein        | Sp. | S | U | N | Tore    | Diff. | Punkte |
| --------------- | ------------- | --- | - | - | - | ------- | ----- | ------ |
| 1.              | Hamburger SV  | 3   | 2 | 1 | 0 | 008:400 | +4    | 07     |
| 2.              | Werder Bremen | 3   | 2 | 0 | 1 | 011:100 | +1    | 06     |
| 3.              | FC St. Pauli  | 3   | 1 | 1 | 1 | 005:500 | ±0    | 04     |
| 4.              | Holstein Kiel | 3   | 0 | 0 | 3 | 005:100 | −5    | 0      |
| Stand: Endstand |               |     |   |   |   |         |       |        |

| Stand: Endstand | Werder Bremen | FC St. Pauli | Hamburger SV | Holstein Kiel |
| --------------- | ------------- | ------------ | ------------ | ------------- |
| Werder Bremen   | •             | 3:2          | 2:5          | –             |
| FC St. Pauli    | –             | •            | –            | 2:1           |
| Hamburger SV    | –             | 1:1          | •            | –             |
| Holstein Kiel   | 3:6           | –            | 1:2          | •             |

### Hauptrunde

#### Liga A
Gruppe A1
| Pl.             | Verein              | Sp. | S | U | N | Tore    | Diff. | Punkte |
| --------------- | ------------------- | --- | - | - | - | ------- | ----- | ------ |
| 1.              | 1. FC Köln          | 3   | 3 | 0 | 0 | 009:400 | +5    | 09     |
| 2.              | TSG 1899 Hoffenheim | 3   | 2 | 0 | 1 | 007:400 | +3    | 06     |
| 3.              | Hansa Rostock       | 3   | 1 | 0 | 2 | 005:600 | −1    | 03     |
| 4.              | MSV Duisburg        | 3   | 0 | 0 | 3 | 001:800 | −7    | 0      |
| Stand: Endstand |                     |     |   |   |   |         |       |        |

Gruppe A2
| Pl.             | Verein              | Sp. | S | U | N | Tore    | Diff. | Punkte |
| --------------- | ------------------- | --- | - | - | - | ------- | ----- | ------ |
| 1.              | Rot-Weiß Oberhausen | 3   | 2 | 1 | 0 | 007:400 | +3    | 07     |
| 2.              | Werder Bremen       | 3   | 2 | 0 | 1 | 005:200 | +3    | 06     |
| 3.              | 1. FC Heidenheim    | 3   | 1 | 0 | 2 | 003:500 | −2    | 03     |
| 4.              | Eintracht Frankfurt | 3   | 0 | 1 | 2 | 003:700 | −4    | 01     |
| Stand: Endstand |                     |     |   |   |   |         |       |        |

Gruppe A3
| Pl.             | Verein             | Sp. | S | U | N | Tore    | Diff. | Punkte |
| --------------- | ------------------ | --- | - | - | - | ------- | ----- | ------ |
| 1.              | SC Paderborn 07    | 3   | 2 | 1 | 0 | 012:400 | +8    | 07     |
| 2.              | 1. FC Nürnberg     | 3   | 2 | 0 | 1 | 009:600 | +3    | 06     |
| 3.              | Energie Cottbus    | 3   | 1 | 0 | 2 | 007:100 | −3    | 03     |
| 4.              | 1. FC Union Berlin | 3   | 0 | 1 | 2 | 004:120 | −8    | 01     |
| Stand: Endstand |                    |     |   |   |   |         |       |        |

Gruppe A4
| Pl.             | Verein                   | Sp. | S | U | N | Tore    | Diff. | Punkte |
| --------------- | ------------------------ | --- | - | - | - | ------- | ----- | ------ |
| 1.              | VfL Wolfsburg            | 3   | 3 | 0 | 0 | 005:100 | +4    | 09     |
| 2.              | Borussia Mönchengladbach | 3   | 2 | 0 | 1 | 007:200 | +5    | 06     |
| 3.              | 1. FSV Mainz 05          | 3   | 1 | 0 | 2 | 005:300 | +2    | 03     |
| 4.              | FC Augsburg              | 3   | 0 | 0 | 3 | 002:130 | −11   | 0      |
| Stand: Endstand |                          |     |   |   |   |         |       |        |

Gruppe A5
| Pl.             | Verein             | Sp. | S | U | N | Tore    | Diff. | Punkte |
| --------------- | ------------------ | --- | - | - | - | ------- | ----- | ------ |
| 1.              | RB Leipzig         | 4   | 3 | 0 | 1 | 011:500 | +6    | 09     |
| 2.              | VfB Stuttgart      | 4   | 2 | 1 | 1 | 014:600 | +8    | 07     |
| 3.              | Borussia Dortmund  | 4   | 1 | 1 | 2 | 006:800 | −2    | 04     |
| 4.              | Hamburger SV       | 4   | 1 | 1 | 2 | 008:130 | −5    | 04     |
| 5.              | Fortuna Düsseldorf | 4   | 1 | 1 | 2 | 004:110 | −7    | 04     |
| Stand: Endstand |                    |     |   |   |   |         |       |        |

Gruppe A6
| Pl.             | Verein              | Sp. | S | U | N | Tore    | Diff. | Punkte |
| --------------- | ------------------- | --- | - | - | - | ------- | ----- | ------ |
| 1.              | VfL Bochum          | 4   | 3 | 0 | 1 | 006:600 | ±0    | 09     |
| 2.              | FC Bayern München   | 4   | 2 | 1 | 1 | 009:500 | +4    | 07     |
| 3.              | Bayer 04 Leverkusen | 4   | 2 | 1 | 1 | 008:500 | +3    | 07     |
| 4.              | SV Darmstadt 98     | 4   | 1 | 0 | 3 | 007:100 | −3    | 03     |
| 5.              | Hertha BSC          | 4   | 1 | 0 | 3 | 004:800 | −4    | 03     |
| Stand: Endstand |                     |     |   |   |   |         |       |        |

#### Liga B
Gruppe B1
| Pl.             | Verein                  | Sp. | S | U | N | Tore    | Diff. | Punkte |
| --------------- | ----------------------- | --- | - | - | - | ------- | ----- | ------ |
| 1.              | FC Viktoria 1889 Berlin | 3   | 2 | 1 | 0 | 010:700 | +3    | 07     |
| 2.              | Preußen Münster         | 3   | 2 | 0 | 1 | 009:700 | +2    | 06     |
| 3.              | Holstein Kiel           | 3   | 1 | 1 | 1 | 008:400 | +4    | 04     |
| 4.              | Bonner SC               | 3   | 0 | 0 | 3 | 003:120 | −9    | 0      |
| Stand: Endstand |                         |     |   |   |   |         |       |        |

Gruppe B2
| Pl.             | Verein               | Sp. | S | U | N | Tore    | Diff. | Punkte |
| --------------- | -------------------- | --- | - | - | - | ------- | ----- | ------ |
| 1.              | Hertha 03 Zehlendorf | 3   | 2 | 0 | 1 | 012:400 | +8    | 06     |
| 2.              | VfB 03 Hilden        | 3   | 2 | 0 | 1 | 007:800 | −1    | 06     |
| 3.              | SC Verl              | 3   | 1 | 0 | 2 | 003:600 | −3    | 03     |
| 4.              | 1. FC Magdeburg      | 3   | 1 | 0 | 2 | 007:110 | −4    | 03     |
| Stand: Endstand |                      |     |   |   |   |         |       |        |

Gruppe B3
| Pl.             | Verein              | Sp. | S | U | N | Tore    | Diff. | Punkte |
| --------------- | ------------------- | --- | - | - | - | ------- | ----- | ------ |
| 1.              | FC Viktoria Köln    | 3   | 2 | 1 | 0 | 014:500 | +9    | 07     |
| 2.              | SSV Reutlingen 05   | 3   | 2 | 0 | 1 | 005:900 | −4    | 06     |
| 3.              | Eintracht Trier     | 3   | 1 | 1 | 1 | 003:200 | +1    | 04     |
| 4.              | FC-Astoria Walldorf | 3   | 0 | 0 | 3 | 005:110 | −6    | 0      |
| Stand: Endstand |                     |     |   |   |   |         |       |        |

Gruppe B4
| Pl.             | Verein             | Sp. | S | U | N | Tore    | Diff. | Punkte |
| --------------- | ------------------ | --- | - | - | - | ------- | ----- | ------ |
| 1.              | SV Meppen          | 4   | 3 | 1 | 0 | 010:500 | +5    | 10     |
| 2.              | FC Ingolstadt 04   | 4   | 3 | 0 | 1 | 013:400 | +9    | 09     |
| 3.              | Dynamo Dresden     | 4   | 2 | 1 | 1 | 005:400 | +1    | 07     |
| 4.              | Rot-Weiss Essen    | 3   | 0 | 0 | 3 | 003:100 | −7    | 0      |
| 5.              | SpVgg Unterhaching | 3   | 0 | 0 | 3 | 002:100 | −8    | 0      |
| Stand: Endstand |                    |     |   |   |   |         |       |        |

Gruppe B5
| Pl.             | Verein           | Sp. | S | U | N | Tore    | Diff. | Punkte |
| --------------- | ---------------- | --- | - | - | - | ------- | ----- | ------ |
| 1.              | SC Freiburg      | 4   | 3 | 1 | 0 | 014:100 | +13   | 10     |
| 2.              | FC St. Pauli     | 4   | 2 | 1 | 1 | 007:400 | +3    | 07     |
| 3.              | Hannover 96      | 4   | 2 | 0 | 2 | 009:900 | ±0    | 06     |
| 4.              | Karlsruher SC    | 4   | 1 | 1 | 2 | 006:110 | −5    | 04     |
| 5.              | TSV 1860 München | 4   | 0 | 1 | 3 | 003:140 | −11   | 01     |
| Stand: Endstand |                  |     |   |   |   |         |       |        |